# طيران نيكي
طيران نيكي أو فلاي نيكي (بالإنجليزية: Niki)‏، هي شركة طيران نمساوية، وأحد فروع طيران برلين. يقع مركز عملياتها الرئيسي في مطار فيينا الدولي، وقد نقلت الشركة 4,5 مليون مسافر خلال سنة 2011. وتمتلك الشركة 23 طائرة وتتجه إلى 50 وجهة. في 13 ديسمبر 2017 سحبت لوفتهانزا الألمانية عرضها لشراء طيران نيكي، بعدما رفضت المفوضية الأوروبية الاستحواذ على أساس قوانين حماية المنافسة.

## الخطوط
أكتوبر 2014، أعلنت فلاي نيكي عن إلغاء الرحلات من مطار فيينا الدولي في اتجاه كوبنهاغن، موسكو و فرانكفورت وبالمقابل ستعلن عن وجهات جديدة خاصة بصيف 2015.